# Andres Tarand

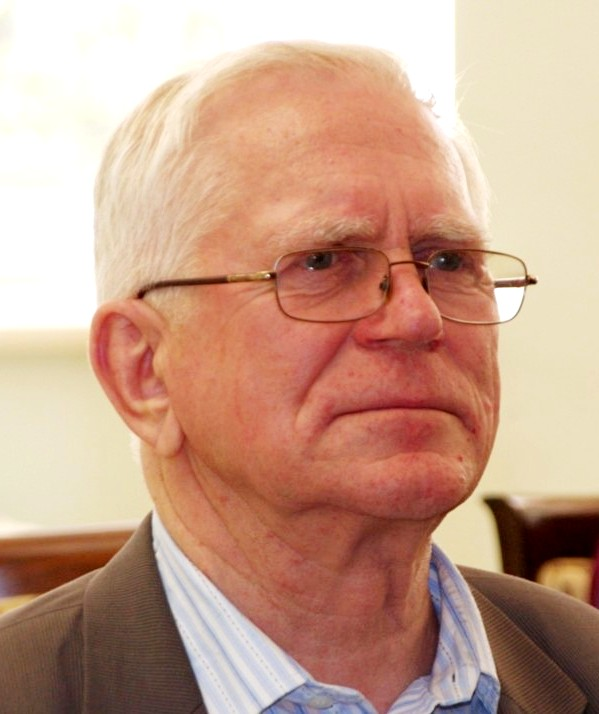
Andres Tarand, 2012

Andres Tarand (n. 11 ianuarie 1940) este un om politic eston, membru al Parlamentului European în perioada 2004-2009 din partea Estoniei.
1. ↑   https://www.riigikogu.ee/tutvustus-ja-ajalugu/riigikogu-ajalugu/xi-riigikogu-koosseis/juhatus-ja-liikmed/ Lipsește sau este vid: |title= (ajutor)
2. ↑  Deputații în Parlamentul European